# Cinema Canvas
Cinema Canvas is een filmprogramma dat tijdens de zomer van 2017 wordt uitgezonden op de Vlaamse televisiezender Canvas. In juli werd het programma gepresenteerd door Michaël Pas, in augustus nam Xander De Rycke het over.
In 2018 werd het opnieuw gepresenteerd door Michaël Pas, met telkens twee gasten.

## Concept
In elke stad vertoont Canvas drie films, telkens op woensdag- , donderdag- en vrijdagavond. Dat gebeurt op groot scherm in een sfeervolle setting met onder meer een zomerbar en een foodtruck. Elke film is gekozen door een bekende filmliefhebber. Samen met een vaste gastheer en een wisselende collega-filmkenner leidt die de film ter plaatse in. Dit gesprek is net als de aansluitende film tegelijkertijd op Canvas te zien. Het gaat om een divers aanbod van klassiekers, cultfilmpjes en onbekende filmpareltjes van vroeger en nu.

## Afleveringen
| Datum            | Gast                              | Film                            | Locatie           |
| ---------------- | --------------------------------- | ------------------------------- | ----------------- |
| 5 juli 2017      | Jan Eelen                         | One Flew over the Cuckoo's Nest | Kortrijk          |
| 6 juli 2017      | Johan Heldenbergh                 | The Searchers                   | Kortrijk          |
| 7 juli 2017      | Patrice Toye                      | Me and You and Everyone We Know | Kortrijk          |
| 12 juli 2017     | Erik Van Looy                     | Jaws                            | Kortrijk          |
| 13 juli 2017     | Tim Van Aelst                     | Fight Club                      | Kortrijk          |
| 14 juli 2017     | Dorothee Van Den Berghe           | Babel                           | Kortrijk          |
| 19 juli 2017     | Hilde Van Mieghem                 | Dangerous Liaisons              | Antwerpen         |
| 20 juli 2017     | Nathalie Basteyns                 | La Piscine                      | Antwerpen         |
| 21 juli 2017     | Marcel Vanthilt                   | A Clockwork Orange              | Antwerpen         |
| 26 juli 2017     | Fien Troch                        | Badlands                        | Genk              |
| 27 juli 2017     | Mathias Sercu                     | Miller's Crossing               | Genk              |
| 28 juli 2017     | Luk Wyns                          | Magnolia                        | Genk              |
| 2 augustus 2017  | Jonas Govaerts                    | Donnie Darko                    | Leuven            |
| 3 augustus 2017  | Steven De Foer                    | Casablanca                      | Leuven            |
| 4 augustus 2017  | Robin Pront                       | Dog Day Afternoon               | Leuven            |
| 9 augustus 2017  | Michaël Roskam                    | Casino                          | Sint-Truiden      |
| 10 augustus 2017 | Amira Daoudi                      | La Grande Bellezza              | Sint-Truiden      |
| 11 augustus 2017 | Frank Van Passel                  | Les vacances de Mr. Hulot       | Sint-Truiden      |
| 16 augustus 2017 | Tom Van Dyck                      | The Green Butchers              | Gent              |
| 17 augustus 2017 | Nathalie Teirlinck                | Nobody Knows                    | Gent              |
| 18 augustus 2017 | Patrick Duynslaegher              | Blow Out                        | Gent              |
| 23 augustus 2017 | Stijn Meuris                      | Dr. Strangelove                 | Vilvoorde         |
| 24 augustus 2017 | Kat Steppe                        | Moonrise Kingdom                | Vilvoorde         |
| 25 augustus 2017 | Jan Verheyen                      | Boogie Nights                   | Vilvoorde         |
| 18 juli 2018     | Matteo Simoni & Wouter Hessels    | Le Fils                         | Filmhuis Mechelen |
| 19 juli 2018     | Lisa Colpaert & Marc Didden       | A Hard Day's Night              | Filmhuis Mechelen |
| 20 juli 2018     | Malin-Sarah Gozin & Lisa Colpaert | El Laberinto del Fauno          | Filmhuis Mechelen |